# Kirby Howell-Baptiste
Kirby Howell-Baptiste est une actrice et scénariste britannique, née le 7 février 1987. 
Après plusieurs apparitions, elle est révélée auprès du grand public par plusieurs rôles réguliers dans des séries à succès : elle interprète Simone Garnett dans la série comique The Good Place(2018-2020), Elena Felton dans la série dramatique Killing Eve (2018), puis Sasha Smith et Taylor Harding dans les comédies noires Barry (2018-2019) et Why Women Kill (2019).

## Biographie
Elle débute à la télévision en jouant un petit rôle dans un épisode de la série médicale Holby City. Puis, alors qu'elle est en décrochage scolaire, elle décide de quitter Londres pour Los Angeles, en 2011. Dès lors, elle apparaît dans de nombreux courts métrages. Elle produit et co-écrit notamment Lucky Day et Minor Alterations. 
A ses débuts, elle intègre aussi la troupe Upright Citizens Brigade et y fait la rencontre de sa future partenaire de jeu, D'Arcy Carden, qu'elle retrouve dans The Good Place mais aussi dans Barry. Cette troupe d’humoriste pratiquant l'improvisation sur scène lui permet de faire ses armes en jouant dans des sketchs et en apparaissant à la télévision américaine dans diverses émissions.  
En 2015, elle rencontre pour la première fois Kristen Bell lorsqu'elle partage une scène avec l'actrice dans un épisode de la série House of Lies,. 
2018 est l'année de la révélation auprès d'un plus large public pour Kirby Howell-Baptiste. En effet, elle se fait remarquer en jouant un rôle récurrent dans la première saison de la série thriller, plébiscitée par les critiques, Killing Eve. Il s'agit d'une adaptation de la série littéraire Codename Villanelle de Luke Jennings, diffusée par BBC America, dans laquelle elle joue l'assistante de Sandra Oh. Entre-temps, c'est un autre rôle récurrent qui lui permet de se faire connaître, celui de Simone Garnett, dans une autre série qui rencontre le succès, The Good Place. Dans cette série menée par Kristen Bell et notamment Ted Danson, dont elle suit la carrière télévisuelle depuis son enfance, elle joue la petite amie du personnage incarné par William Jackson Harper. Elle concrétise cette percée télévisuelle en rejoignant la distribution régulière de la comédie noire du réseau HBO, Barry qui est portée par Bill Hader et Stephen Root. Un autre programme qui est saluée par la presse et le public.  
L'année 2019 est enfin marquée par la sortie d'une série dont elle est l'une des têtes d'affiche, aux côtés de Lucy Liu et Ginnifer Goodwin, la saison 1 de Why Women Kill, nouvelle création de Marc Cherry rendu populaire par Desperate Housewives et Devious Maids. Le programme met en scène la vie de trois femmes vivant dans la même maison, à trois époques différentes qui sont toutes confrontées à l'infidélité de leurs maris respectifs. Bien accueillie par les critiques, la série rencontre son public,. Elle y incarne Taylor, une working girl polyamoureuse. Puis, elle retrouve encore Kristen Bell dans la saison 4 de Veronica Mars, où elle incarne une propriétaire de bar, tout en faisant son retour dans la quatrième et dernière saison de The Good Place.  
Cette nouvelle notoriété lui permet d'obtenir un rôle dans une grosse production, après s'être illustré essentiellement pour le cinéma indépendant, l'attendu Cruella de Craig Gillespie. Un film porté par l'oscarisée Emma Stone qui s’intéresse à l'histoire du personnage Cruella d'Enfer, la célèbre méchante de Disney du film d'animation Les 101 Dalmatiens. 

### Vie privée

#### Influences
Elle se dit admirative des actrices Olivia Colman et Viola Davis, des actrices ayant percé à la télévision tout en remportant un Oscar du cinéma.

## Filmographie

### Cinéma

#### Longs métrages
- 2015 : Textbook Adulthood de Nick Wiger : Lady Jerk
- 2017 : Mes vies de chien de Lasse Hallström : Maya
- 2018 : It's a Party de Weldon Wong Powers : Hannah
- 2018 : Find Me de Tom Huang : Jordan
- 2021 : Happily de BenDavid Grabinski : Maude
- 2021 : Cruella de Craig Gillespie : Anita Darling
- 2021 : Queenpins de Aron Gaudet et Gita Pullapilly : JoJo
- 2021 : Joyeuse Fin du monde (Silent Night) de Camille Griffin : Alex
- 2022 : Catwoman: Hunted de Shinsuke Terasawa : Barbara Minerva / Cheetah
- 2022 : Le Téléphone de M. Harrigan (Mr. Harrigan's Phone) de John Lee Hancock : Mme Hart

#### Courts métrages
- 2011 : Prepping Keisha de Kenyetta Raelyn Smith : Keisha James
- 2012 : Invasion of the Les-Body Snatchers de Frank Bennington et Anastasia Washington : Emma
- 2013 : Lucky Day d'elle-même et Anastasia Washington : Carly (également scénariste et productrice)
- 2013 : We Four Queens de Stefan Dezil : Samantha
- 2014 : Thanks for the Ride de Jennifer Cascio : Kirby
- 2014 : Minor Alterations d'Ayasylla Ghosn : Ruby (également scénariste et productrice)
- 2016 : Still Tayin Around de Rachel Lee Goldenberg : Moviegoer
- 2016 : Hip Hip Hooray de Lizzy Sanford : Kirby
- 2019 : Backpackdraft de Justin Michael : Luisa

### Télévision

#### Séries télévisées
- 2008 : Holby City : Une patiente malade (1 épisode)
- 2014 : CollegeHumor Originals : Brittany (1 épisode)
- 2014 : Six Guys One Car : Christy / Keri (2 épisodes)
- 2014 - 2015 : Comedy Bang! Bang! : personnages variés (2 épisodes)
- 2014 - 2015 : UCB Comedy Originals : personnages variés (4 épisodes)
- 2015 : House of Lies : Brittany (saison 4, épisode 4)
- 2015 : The Brat Cave : Office O'Neill / Kirby (2 épisodes)
- 2016 : The Dating Game : Evie (1 épisode)
- 2016 : The UCB Show : personnages variés (2 épisodes)
- 2016 : TripTank : Styliste / Épouse (voix, 2 épisodes)
- 2016 : Bajillion Dollar Propertie$ : Rezecca (1 épisode)
- 2016 : Lady Time : Kathy (mini-série, 3 épisodes)
- 2016 - 2017 : Les Super Nanas : personnages variés (voix, 2 épisodes)
- 2016 - 2018 : Love : Beth (8 épisodes)
- 2017 : @midnight : Elle-même
- 2017 : Downward Dog : Jenn (8 épisodes)
- 2017 : Do You Want to See a Dead Body? : une passagère (1 épisode)
- 2017 : Dirtbags : Une voisine gentille (1 épisode)
- 2018 : Alone Together : Cassidy (1 épisode)
- 2018 - 2022 : Killing Eve : Elena Felton (8 épisodes)
- 2018 : Pappy : Kiki (1 épisode)
- 2018 : Les Green à Big City : Judge Uppinsbottom (voix, 1 épisode)
- 2018 : Into the Dark : Kayla  (1 épisode)
- 2018 - 2019 : Barry : Sasha Smith (15 épisodes)
- 2018 - 2020 : The Good Place : Simone Garnett (12 épisodes)
- 2019 : Veronica Mars : Nicole Malloy (saison 4, 7 épisodes)
- 2019 : Why Women Kill : Taylor Harding (rôle principal, 10 épisodes)
- 2020 : Infinity Train : Grace Monroe (voix, 3 épisodes)
- 2020 : Baymax et les Nouveaux Héros : Cobra (voix)
- 2021 : Gaufrette et Mochi : Pickler
- 2021 : Hacks : la créatrice d'émissions télévisées
- 2021 : Jurassic World : La colo du Crétacé : Dr. Mae Turner (voix, 8 épisodes)
- 2022 : Sandman : Mort (Death en VO) (1 épisode)
- 2023 : Culprits : arnaque à l'anglaise : Officer
- 2024 : Sugar : Ruby
- 2024 : Dead Boy Detectives : Mort (Death en VO)

#### Téléfilms
- 2015 : The King of 7B de David Frankel : Greta Milgrim

## Distinctions
Sauf indication contraire ou complémentaire, les informations mentionnées dans cette section proviennent de la base de données IMDb.

### Nominations
- Online Film & Television Association 2019 : meilleure actrice invitée dans une série télévisée comique pour The Good Place
- Screen Actors Guild Awards 2019 : meilleure distribution pour une série télévisée comique dans Barry
- Screen Actors Guild Awards 2020 : meilleure distribution pour une série télévisée comique dans Barry